# Манастир Вараг
Манастир Вараг (јерм. Վարագավանք; тур.  — „Седам цркава”), познатији као Варагаванк, био је јерменски манастир на обронцима планине Ерек, 9 км југоисточно од града Ван, у источној Турској.
Манастир је почетком 11. века основао Сенекерим-Ховханес Артсруни, јерменски краљ Васпуракана, на већ постојећем верском месту. У почетку је служио као некропола краљева Артсруни, на крају је постао седиште надбискупа јерменске цркве у Вану. Ара Сарафијан је манастир описао као једно од великих манастирских средишта јерменске цркве, а Роберт Х. Хјусен као најбогатији и најславнији манастир у области језера Ван.
Током геноцида над Јерменима, у априлу – мају 1915. године, турска војска је напала, спалила и уништила већи део манастира. Више је уништено 1960-их, мада су неки делови још увек присутни.

## Историја

### Порекло
Према предању, у касном 3. веку, Св. Хрипсиме је на месту манастира сакрила остатак Истинитог крста који је носила на врату. 653. године, када је локација откривена, Католикос Нерсес III Градитељ саградио је цркву Сурб Ншан (Свети знак), коју је Роберт Х. Хјусен описао као „једноставну испосницу“. Католикос Нерсес је такође установио празник Часног крста из Варага (Վարագա սուրբ խաչի տոն), који је Јерменска апостолска црква славила у недељу најближу 28. септембру, увек две недеље након Крстовдана.
Краљица Кушус, ћерка јерменског краља Гагика I и супруга Сенекерим-Ховханеса Артсрунија, будућег Артсруни краља Васпуракана, саградила је цркву на том месту 981. године посвећену Светој Мудрости (Сурб Сопи). У касном средњовековном периоду претворена је у замак и била је позната као Бердавор („берд“ на јерменском значи „тврђава“). Црква Сурб Хованес (Свети Јован) саграђена је на северу у 10. веку. 

### Оснивање и средњовековни период
Сам манастир основао је Сенекерим-Ховханес за време своје владавине (1003–24) да би у њему била смештена реликвија Истинити крст који се на том месту чувао још од Хрипсиме. 1021. године, када је Васпуракан пао под византијску власт, Сенекерим-Ховханес је однео реликвију у Сивас, где је следеће године његов син Атом основао манастир Сурб Ншан. 1025. године, након његове смрти, Сенекерим-Ховханес је сахрањен у Варагаванку и Истинити крст је враћен у манастир. У страху од напада муслимана, отац Варагаванка Гукас је 1237. године однео Истинити крст у регион Тавуш на североистоку Јерменије. Тамо се настанио у манастиру Анапат, који је преименован у Нор Варагаванк. 1318. године Монголи су напали регион и опљачкали манастир. Све цркве су уништене, осим Св. Ховханеса, који је имао гвоздена врата и где су се монаси сакрили. Између 1320. и 1350-их, манастир је потпуно обновљен. 

### Модерни период
Сафавидски цар Тахмасп I опљачкао је манастир 1534. године. 1648. године, заједно са осталим зградама у региону, Варагаванк је уништен земљотресом. Његову обнову започео је одмах потом отац манастира Киракос који је пронашао финансијску подршку међу богатим трговцима у Вану. Према историчару из 17. века Аракелу из Табриза, четири цркве су обновљене. 
Архитекта Тиратур изградио је 1648. квадратни нартекс (припрату) западно од цркве Сурб Астватсатсин (Света Богородица). Током 19. века функционисала је као црква, звана Сурб Геворг. Западно од припрате налазио се тролучни отворени трем из 17. века; на северу је била црква Сурб Каш (Часни крст); док је на југу била црква Сурб Сион из 17. века. Урартски клинасти натписи коришћени су као надвратници на њиховим западним улазима. 
Сулејман, принц дворца Хошап, напао је манастир 1651. године, опљачкавши Свети крст, рукописе и благо. Крст је касније откупљен и додат је Тирамајр цркви у Вану 1655. године. Манастир је пропао крајем 17. века, а 1679. године многа блага су продата због економских потешкоћа. Надбискуп Бардугхимеос Шушанетси обновио је манастир 1724. године. 
Отац Багдасар вардапет је 1779. године зидове припрате украсио фрескама краља Авгара V, Теодосија I, Светог Гајана, Хрипсиме, Хосровидухта и Гаврила. Према Мураду Хасратјану, непознати сликар је спојио стилове јерменске, персијске и западноевропске уметности. 

#### 19. век
Зид је саграђен око манастира 1803. године, а четрнаест година касније, цркву Сурб Каш (Часни крст) је надбискуп Галуст потпуно обновио и претворио у депозит рукописа. 1832. године Тамур паша из Вана опљачкао је манастирско благо и насмрт задавио оца Мктрича вардапета Гахататсија. 1849. године Габријел вардапет Широјан обновио је Сионску цркву која је била уништена земљотресом и претворио је у складиште пшенице. 
Мкртих Хримијан, будући поглавар Јерменске цркве, постао је отац Варагаванка 1857. године и учинио је манастир фактички независним и подређеним само Јерменској цариградској патријаршији. Основао је штампарију и почео да издаје Артсви Васпуракан („Орао Васпуракан“), прве новине у историјској Јерменији, које су излазиле између 1858. и 1864. Такође је основао модерну школу. У школи су се предавали предмети попут теологије, музике, граматике, географије, јерменских студија и историје; истакнути романописац Рафи накратко је био један од учитеља. Прве дипломце школа је дала 1862. 
Током масакра у Хамидијану 1896. године, манастир је  и опљачкан. Погинули су неки наставници и ученици. Према савременом извештају једног Американца из Вана, „Варак, најпознатији и историјски манастир у целој овој регији, који је векове преживео, готово је сигурно да ће изгорети“.

### Напуштање
Дана 20. априла 1915. године око 30 жандарма је стигло у Варагаванк и убило два монаха манастира, заједно са четворо њихових слуга. Манастир је остао под њиховом окупацијом до 30. априла, када су се, из непознатих разлога, жандари повукли и вратили у град Ван. Ово повлачење се поклопило са доласком на планину Вараг око 3000 јерменских избеглица из долине Хајатзор, који су избегли масакре који су се тамо догодили неколико дана раније. Убрзо им се придружило око 3000 преживелих из масакра на другим местима и заједно су нашли привремено уточиште у јерменским селима и манастирима на планини, укључујући и Варагаванк. Јединице за самоодбрану су такође постављене у покушају да заштите села - око 250 људи, готово половина снага, било је смештено у Варагу, а већина осталих смештена је у оближњем манастиру Шушантс. По наређењу гувернера Вана, Џевдета бега, турске снаге су се вратиле, са 300 калваријанаца, 1000 милицајаца и три батерије артиљерије. Према Кеворкијану то је било 8. маја. Шушантс је брзо пао након слабе одбране и изгорео је. Варагаванк је пао недуго затим и такође је изгорео. Већина сељана и избеглица успела је да побегне у Ван ноћу. Турске снаге нису покушале да их спрече да уђу у делове града под контролом Јерменије; претпоставља се да су им намерно дозволили да искористе ограничене залихе хране бранитеља.  
Тачан датум паљења манастира није поуздано познат. 27. априла 1915. године, порука коју су амерички мисионари у Вану, Кларенс Ушер и Ернест Јароу послали „Американцима или било ком страном конзулу“ била је: „Са нашег прозора могли смо јасно да видимо како Шушантс гори, и манастир Варак, са непроцењивим залихама древних рукописа, је у диму“. Међутим, колегиница мисионарка, Елизабет Бароус Ушер, супруга Кларенса Ушера, записала је у свом дневнику да је манастир 30. априла напало 200 коњаника и пешака, али су одбијени. Навела је 4. мај као дан када је манастир спаљен. Друга учитељица мисионара, Грејс Х. Кнап, испричала је, међутим, да је „8. маја видела то место у пламену, а манастир Варак у близини, са својим непроцењивим древним рукописима, такође је био у диму“. 

## Тренутно стање
Значајан број структура које су преживеле разарања 1915. године уништен је 1960-их. Од 2006. године остаци манастира коришћени су као штала. Према историчару Ари Сарафијану, од 2012. године, „добри делови су једва преживели до наших дана“. Докторка Џени Б. Вајт написала је 2013. године да су се током њене посете остаци манастира „састојали од ничега више до неколико циглених сводова у којима су се налазиле козе усред гомиле рушевних курдских домова“. Најочуванији део манастира је црква Сурб Геворг (Свети Георгије), о којој сада брине домар. Купола је делимично срушена и садржи неке трагове преживелих фресака. Купола цркве Сурб Ншан је потпуно нестала.
У фебруару 2010. године, после обнове катедрале Светог крста на острву Акдамар у језеру Ван, Халил Берк, заменик гувернера провинције Ван, објавио је да је гувернерска канцеларија тражила начин да обнови Варагаванк и манастир Ктутс на острву Чарпанак. У јуну те године гувернер је такође изјавио да ће манастир на острву Чарпанак и Варагаванк бити обновљени „у блиској будућности“. У октобру 2010. године, Радикал је известио да ће оближња џамија, изграђена 1997. године, бити срушена како би се отворио простор за обнову Варагаванка.
Манастир је оштећен услед земљотреса у Вану 2011. године.  Према Ари Сарафијану, „делови главне цркве су се срушили, док су други делови били знатно ослабљени. Старе пукотине су се повећале, појавиле су се нове“. Турски инжењери су га наводно прегледали и најавили да ће започети рестаураторске радове на пролеће 2012. године. Сарафијан је написао да су „таква обећања дата у прошлости и да треба бити мало скептичан. Тренутно стање цркве чини такав рад много тежим него било када у прошлости“. У чланку из 2012. приметио је да су локалне и покрајинске владе подржале очување и обнову манастира. У октобру 2012. уметник Рафи Бедросијан, који је допринео рестаурацији цркве Светог Гирагоса у Дијарбакиру, изјавио је да се надао рестаурацији Варагаванка и додао да су се „и Анкара и Ван сложили да покрену пројекат обнове, али социјалне и природне препреке су одложиле процес“. 2017. године документовано је да локалне власти редовно уклањају преостало камење манастира како би са њима изградиле локалну џамију и друге грађевине.

### Власништво
Тараф је у септембру 2012. године известио да је манастир у власништву турског новинара и извршног директора за медије Фатиха Алтајлија. У интервјуу, Алтајли је рекао за новине да је манастир припадао његовом деди и наследио га је од оца.  Манастир је одузет током геноцида над Јерменима. Група Јермена у Турској, коју је предводила активисткиња Надја Ујгун, покренула је петицију тражећи од њега да се „пријави Јерменском патријархату Турске и пренесе власнички лист цркве дотичној фондацији јерменске заједнице“.  Алтајли је рекао Агосу да је спреман да га додели јерменској патријаршији у Цариграду, али ниједно владино тело му се није обратило да одговори на његову понуду да врати цркву њеним власницима и да они не показују интересовање за сарадњу. Активисти Револуционарне Социјалистичке радничке партије демонстрирали су почетком октобра 2012. године пред Хабертурк седиштем у Бејоглу, Истанбул, захтевајући повратак манастирског земљишта Јерменима.  Од септембра 2014. није било напретка. Током 2017. године забележено је да је турска влада активно покушала да сруши остатке манастира како би изградила џамију, куће и друге зграде на том подручју.

## Архитектура
Манастир се састојао од шест цркава, припрате, и других структура. Главна црква Варагаванк звала се Сурб Астватсатсин (Света Богородица). Датирана је у 11. век и по плану је била слична истакнутој цркви Свете Хрипсиме у Вагаршапату.  Најранија грађевина била је на јужном делу скупине и била је позната као Сурб Сопиа (10. век). Краљица Кушуш је на свом западном зиду оставила натпис (датиран 981. год.). 

## Рукописи
У 10. веку, краљица Млке, супруга Гагика I, поклонила је манастиру „Јеванђеље краљице Млке“, један од најпознатијих јерменских осветљених (златом или сребром) рукописа. У 14.-16. веку манастир је постао главно средиште рукописне продукције. Одређен број Варагаванских рукописа сада се чува у спремишту Матенадаран у Јеревану. 

## Културне референце
Рафи спомиње манастир у другој свесци романа Варнице («Կայծեր», 1883–87). Истакнути песник Ховханес Туманијан написао је чланак о манастиру 1910. године, педесет година од када је Мкртих Хримијан постао отац Варага и накнадног препорода манастира као великог центра образовања и културе.

## Галерија
- Улаз, 2013
- Нартекс, 2013
- Нартекс, 2013
- Нартекс 2013
- Главна црква 2013
- Варагаванк 2009
- Варагаванк, 2011
- Варагаванк, фреска, 2011
- Варагаванк, фреска, 2011
- Варагаванк, орнамент, 2011
- Варагаванк, орнамент, 2011
- Поглед са крова Варагаванка, 2013
- Варагаванк, натписи, 2019
- Варагаванк, орнамент, 2019
- Варагаванк, 2019
- Варагаванк, фреска